# Anacanthobatidae
Anacanthobatidae là một họ thuộc bộ Cá đuối được tìm thấy ở tầng nước sâu dưới 200 m (660 ft) ở Ấn Độ Dương, Thái Bình Dương và Đại Tây Dương.
Anacanthobatidae thiếu vẩy tấm trên lưng như các loài cá đuối khác, vì thế tên khoa học của chúng, hình thành từ tiếng Hy Lạp an- nghĩa là "không có", acantha nghĩa là "gai", và bathys nghĩa là "sâu".
Các loài trong họ Anacanthobatidae sống ở đáy biển và được tìm thấy ở rìa lục địa tại các vùng biển nhiệt đới và cận nhiệt đới.